# Lista dos soberanos de Longueville
O condado de Longueville, elevado a ducado em 1505, tira o nome da cidade de Longueville-sur-Scie, atualmente no departamento de Sena Marítimo.
Depois de uma série de senhores anglo-normandos, o feudo trocou de mãos diversas vezes até ser doado a João, Dunois, chamado o bastardo de Orleães, Conde de Dunois e visconde de Châteaudun, fundador do ramo cadete da Casa Valois-Orleães, designado Orleães-Longueville. Era casado com Maria de Harcourt, herdeira de diversos títulos e honrarias.
O neto de João Dunois, Francisco II, terá o seu título de conde elevado a duque em 1505. O título de Conde de Dunois estava adstrito ao ducado até à morte do último duque, João Luís, em 1694.

## Lista dos Senhores, Condes e Duques

### Senhores de Longueville
- Osbern de Bolbec
- Walter I Giffard, senhor 1045-1083;
- Walter II Giffard (1.º Conde de Buckingham), senhor 1083-1102;
- Walter III Giffard, 2.º Conde de Buckingham, senhor 1102-1164;
- Guilherme Marshal, 1.º Conde de Pembroke,[3] senhor …-1219;
- Ricardo Marshal, 3.º Conde de Pembroke, senhor 1219-1234
  - reunido à coroa francesa 1234-1305.

### Condes de Longueville
- Enguerrando de Marigny, camareiro e ministro do rei Filipe IV de França, conde 1305-1314;
  - reunido à coroa francesa 1314-1319;
- Luís de Évreux, conde 1319;
- Filipe de Évreux, conde 1319-1343;
- Filipe de Navarra, conde 1343-1363, sem geração;
  - reunido à coroa francesa 1363-1364;
- Bertrand du Guesclin, conde 1364-1380, Camareiro e Condestável de França;
  - reunido à coroa francesa 1380-1412;
  - ocupação inglesa 1412;
- Arquibaldo I de Grailly, conde 1412 (pelo rei inglês);
- Gastão de Grailly, conde 1412-1424;
  - reunido à coroa francesa 1424;
- Arquibaldo, 5.º Conde de Douglas, Conde de Longueville, 1424-1439;
- Guilherme, 6.º Conde Douglas, Conde de Longueville 1439-1440, filho do anterior;
  - reunido à coroa francesa 1440-1443;
- João de Dunois, conde 1443-1468;
- Francisco I de Orleães-Longueville, conde 1468-1491, filho do anterior;
- Francisco II de Orleães-Longueville, conde 1491-1505 (torna-se no 1.º duque).

### Duques de Longueville
- Francisco II de Orleães-Longueville, duque 1505-1513;
  - Renata de Orleães-Longueville, condessa de Dunois 1513-1515, filha do anterior;
- Luís I de Orleães-Longueville, duque 1515-1516, irmão do 1.º duque;
- Cláudio de Orleães-Longueville, duque 1516–1524, filho do anterior;
- Luís II de Orleães-Longueville, duque 1524-1537, irmão do anterior;
- Francisco III de Orleães-Longueville, duque 1537–1551, filho do anterior;
- Léonor de Orleães-Longueville, duque 1551–1573, primo do anterior;
- Henrique I de Orleães-Longueville, duque 1573–1595), filho do anterior;
- Henrique II de Orleães-Longueville, duque de 1595–1663, filho do anterior;
- João Luís de Orleães-Longueville, duque de 1663–1668, filho do anterior;
- Carlos Paris de Orleães-Longueville, duque 1668–1672, irmão do anterior;
- João Luís de Orleães-Longueville (2.ª vez), duque 1672–1694.